# Flukten fra Dakar
Flukten fra Dakar är en norsk svartvit dramadokumentärfilm från 1951 i regi av Titus Vibe-Müller. Filmen bygger på en dokumentärbok av Eiliv Odde Hauge om när ett internerat fraktskepp flydde från Dakar 1941.

## Rollista
- Nicolai Fredrik Lindtner – kapten
- Kåre Wicklund – förstestyrman
- Alf G. Henriksen – andrestyrman
- Karl Haraldstad – tredjestyrman
- Bjarne Smørdal – maskinchef
- Harald Askildsen – Kvarten
- Brynjulf Berger – en tredje kapten
- Per Christensen – matros
- Stig Egede-Nissen – andremaskinist
- Ingolf Erevik – motorman
- Leif Evensen – Fløyta
- Harald Gundersen – tredjemaskinist
- Georges Hubert – polisofficer
- Claude Lansac – underofficer
- Maurice Lesoil – polisofficer
- Philippe Mareuil – underofficer
- André Piaget – kökschef
- Roger Rafal – polisofficer
- Arlette Sauvage
- Eugen Skjønberg – en annan kapten
- Ahmed Taoré – mässpojke